# Garden Farms
Garden Farms es un lugar designado por el censo ubicado en el condado de San Luis Obispo en el estado estadounidense de California. En el año 2010 tenía una población de 386 habitantes.

## Geografía
Garden Farms se encuentra ubicado en las coordenadas 35°24′55″N 120°36′28″O / 35.41528, -120.60778.